# Jean-François-Marie Bertet-Dupiney de Vorepierre
Jean-François-Marie Bertet-Dupiney dit de Vorepierre, né le 17 aout 1811 à Vienne où il est mort le 8 aout 1880 à Paris 7e, est un encyclopédiste français.

## Biographie
Monté suivre à Paris les cours de droit, de médecine et de langues anciennes et modernes, y compris orientales, Bertet a obtenu une licence en droit en 1834. Reçu docteur en médecine, en 1841, avec une thèse Sur les symptômes du choléra-morbus sporadique, in-4º, il a traduit le Traité de physiologie de Müller. Également chimiste, il a traduit les Lettres sur la chimie de Liebig.
Également et surtout économiste, membre de Société d'économie politique, il a été, en 1848, un des rédacteurs ordinaires du Crédit pour la partie économique et financière, et fourni quelques articles à la Politique nouvelle. Le Crédit, dont l’existence a été éphémère, était alors à peu près le seul à exposer et soutenir les principes de l’économie politique.
En juin 1847, il a entrepris son premier ouvrage, le Dictionnaire français illustré et encyclopédie universelle, publication considérable réunissant la lexicologie de la langue avec le résumé des connaissances humaines interrompue par la Révolution de 1848. Lorsqu’il a repris ce travail, en février 1856, il s’est donné tout entier à un des meilleurs lexiques français et le meilleur répertoire des connaissances humaines de son temps, se condamnant à un labeur incessant et une réclusion presque complète. Aidé de d’un petit nombre de collaborateurs triés sur le volet, il lisait et corrigeait lui-même tous les articles qu’on lui apportait, et souvent il les refaisait, sans préjudice de ceux qu’il s’était réservés, à savoir les articles de médecine et les articles d’économie politique, très développés.
Après avoir passé un quart de siècle sur ce premier dictionnaire, il en a mis un second en chantier, le Dictionnaire des noms propres : encyclopédie illustrée de biographie, d’histoire et de mythologie. Ne trouvant plus de collaborateurs auxquels il puisse se fier, il s’est chargé de toute la besogne : recherches, rédaction, correction d’épreuves, etc. à lui seul, ce qui explique qu’il ait succombé à une pareille tâche, qu’il a pu néanmoins accomplir jusqu’à la moitié environ. À la fois dictionnaire et encyclopédie, dans le souci qu’a l’auteur d’éviter que la partie lexicologique ne fasse double emploi avec la partie encyclopédique, l’ouvrage a l’inconvénient de renvoyer constamment à l'encyclopédie pour tous les mots scientifiques et techniques, contraignant à la lecture d’un article encyclopédique entier la simple définition d’un mot.

## Jugements
« Dupiney était aussi un érudit ; c’était de plus un linguiste et un savant dans toute l’acception du mot. Je ne vois guère que M. Littré ou M. Alfred Maury à qui l’on puisse le comparer. »

— Adalbert Frout de Fontpertuis

## Publications
- Dictionnaire français illustré et encyclopédie universelle : pouvant tenir lieu de tous les vocabulaires et de toutes les encyclopédies, t. 1. A-F, Paris, Michel Lévy frères, 1876, 1328, 1376, 2 vol. : ill. ; in-8º (lire en ligne sur Gallica), tome2/ GZ sur Gallica.
- Dictionnaire des noms propres : ou Encyclopédie illustrée de biographie, de géographie, d'histoire et de mythologie, t. A-F, Paris, Michel Lévy, 1876-1879, 1624, 800, 48, 3 vol. ; in-4º (lire en ligne sur Gallica), tome 2. F-M sur Gallica, , Supplément A-F sur Gallica.

### Traductions
- Justus von Liebig (trad. de l'allemand par F. Bertet-Dupiney & Émile Pierre Dubreuil-Hélion), Lettres sur la chimie considérée dans ses rapports avec l’industrie, l’agriculture et la physiologie, Paris, Masgana-Baillère, 1845, 342 p., 18 cm (OCLC 410809184, lire en ligne).
- Johannes Müller (trad. F. Bertet-Dupiney & Émile Pierre Dubreuil-Hélion), Traité de physiologie de l'homme, Paris, A. Levavasseur, 1845, 224 p., illustr. ; in-8º (OCLC 27182194, lire en ligne).